# Live in São Paulo
Live In São Paulo är ett livealbum med det brasilianska bandet Sepultura. Det är inspelat i april 2005 och släppt i november 2005. Live In São Paulo gavs även ut på DVD från samma konsert med extra material och musikvideor.

## Låtlista

### CD 1
1. "Intro" – 4:51
2. "Apes Of God" – 3:11
3. "Slave New World" - 2:38
4. "Propaganda" - 3:04
5. "Attitude" - 4:49
6. "Choke" - 3:27
7. "Inner Self/Beneath The Remains" - 4:56
8. "Escape To The Void" - 4:30
9. "Mindwar" - 3:17
10. "Troops Of Doom" - 3:40
11. "Necromancer" - 3:30

### CD 2
1. "Sepulnation" - 3:53
2. "Refuse/Resist" - 3:07
3. "Territory" - 4:31
4. "Black Steel In The Hour Of Chaos" (Public Enemy cover) - 3:50
5. "Bullet The Blue Sky" (U2 cover) - 4:59
6. "Reza" - 2:08
7. "Biotech Is Godzilla" - 2:41
8. "Arise/Dead Embryonic Cells" - 4:29
9. "Come Back Alive" - 2:19
10. "Roots Bloody Roots" - 4:42

## Medverkande
- Derrick Green - sång
- Andreas Kisser - gitarr
- Paulo Jr. - bas
- Igor Cavalera - trummor